# Jacky Hénin
Pour les articles homonymes, voir Henin.
Jacky Hénin, né le 12 novembre 1960 à Faumont près de Douai, est un homme politique français. Membre du Parti communiste français (PCF), il est maire de Calais de 2000 à 2008 et député européen de 2004 à 2014.

## Biographie
Né à Faumont en 1960, Jacky Hénin rejoint le Parti communiste français à l'âge de 18 ans. Étudiant à l'université Lille I, il s'engage syndicalement et est élu comme représentant étudiant. Il obtient un diplôme de gestion des entreprises et des administrations et travaille alors en tant que commerçant.
En 1995, il est élu adjoint aux sports de la ville de Calais, puis maire en 2000, à la suite de la démission de Jean-Jacques Barthe. Aux municipales de 2001, la liste qu'il conduit obtient 58 % des suffrages au second tour. Il est alors également président de la Communauté d'agglomération du Calaisis et du Syndicat d'élimination et de valorisation des déchets du Calaisis (SEVADEC).
Aux élections européennes de 2004, il est tête de liste du Parti communiste français dans le nord-ouest, et est élu député européen. Il milite activement contre le Traité établissant une Constitution pour l'Europe et la directive Bolkestein. Durant cette législature 2004-2009, Jacky Hénin est présent à 88,29 % des sessions du Parlement européen (264 jours sur 299). Plus de 92,52 % des votes enregistrés (en) (4907 sur 5304) concordent avec le vote majoritaire de son groupe parlementaire, la Gauche unitaire européenne/Gauche verte nordique. Par rapport aux autres eurodéputés français, il vote en accord avec la majorité d'entre eux presque 64 % des fois.
Il est battu au second tour des municipales de 2008, avec 45,98 % des voix, face à une liste conduite par Natacha Bouchart (UMP) regroupant des candidats MoDem et socialistes. Sa défaite suscite une polémique locale entre les deux tours de l’élection, Jacky Hénin dénonçant une alliance entre Natacha Bouchart et le candidat du Front national François Dubout qui s’est désisté en sa faveur, bien que la candidate UMP ait refusé la fusion des listes.
Candidat aux élections cantonales dans le canton Calais Nord-Ouest, le 14 septembre 2008, il obtient 24,14 % des suffrages au premier tour, puis 34,62 % au second tour (52,12 % sur la partie du canton située à Calais).
Tête de liste du Front de gauche (qui regroupe le PCF, le Parti de gauche et la Gauche unitaire) dans la circonscription du Nord-Ouest pour les élections européennes de 2009, il est réélu député le 7 juin 2009.
Il se présente à nouveau à la mairie de Calais aux élections municipales de 2014. La liste Front de gauche qu'il conduit obtient 22,6 % des suffrages exprimés, loin derrière la liste de la sénatrice-maire sortante UMP Natacha Bouchart. Après avoir fusionné sa liste avec la liste PS-EELV conduite par le député PS Yann Capet (19,7 %), il se maintient au second tour et est à nouveau battu face à la liste de Natacha Bouchart qui obtient 52,11 % et la liste du FN, 8,6%.
Jacky Hénin est tête de liste du Front de gauche dans le Nord-Ouest pour les élections européennes de 2014. Le 25 mai 2014, il est battu aux élections européennes où il obtient 6,38% des suffrages.
À l’occasion des élections municipales de Mars 2020, il décide de ne pas se présenter face à la maire sortante LR Natacha Bouchart. Il soutient officiellement la candidature de Virginie Quenez tête de liste PCF-LFI-PS-EELV-Generations qu'il a lui-même représenté lors des élections municipales de 2001, 2008 et 2014. La liste d’union des gauches est battue dès le premier tour par Natacha Bouchart, maire sortante LR,.